# Lista siturilor arheologice din județul Neamț - R
Lista siturilor arheologice din județul Neamț - R conține toate siturile arheologice din județul Neamț înscrise în Repertoriul Arheologic Național (RAN) și aflate în localități al căror nume începe cu litera R. RAN este administrat de Ministerul Culturii și Patrimoniului Național și cuprinde date științifice, cartografice, topografice, imagini și planuri, precum și orice alte informații privitoare la zonele cu potențial arheologic, studiate sau nu, încă existente sau dispărute.
Puteți căuta un sit din localitățile care încep cu litera R folosind formularul de mai jos sau puteți naviga prin toate siturile din județ la Lista siturilor arheologice din județul Neamț.
| Cod RAN                                    | Denumire | Localitate                    | Adresă                                                    | Datare                          | Descoperit | Coordonate                                      | Imagine           | Erori            |
| ------------------------------------------ | --- | ----------------------------- | --------------------------------------------------------- | ------------------------------- | ---------- | ----------------------------------------------- | ----------------- | ---------------- |
| 120879.02.01 (Cod LMI: NT-II-a-A-10652)    | Catedrala episcopală de la Roman / ansamblu anonim (Categorie: structură de cult/religioasă) (Tip: Biserică)                                                                 | municipiul Roman              | str. Alexandru cel Bun nr. 5, punct Episcopie             | sec.XIV - XVII                  |            | 46°56′00″N 26°55′00″E / 46.93333°N 26.91667°E   | Încărcați imagine | Raportați eroare |
| 120879.02.02 (Cod LMI: NT-II-a-A-10652)    | Catedrala episcopală de la Roman / ansamblu anonim (Categorie: structură de cult/religioasă) (Tip: Cimitir)                                                                  | municipiul Roman              | str. Alexandru cel Bun nr. 5, punct Episcopie             | sec. XIV - XV                   |            | 46°56′00″N 26°55′00″E / 46.93333°N 26.91667°E   | Încărcați imagine | Raportați eroare |
| 120879.02.03 (Cod LMI: NT-II-a-A-10652)    | Catedrala episcopală de la Roman / ansamblu anonim (Categorie: structură de cult/religioasă) (Tip: Cimitir)                                                                  | municipiul Roman              | str. Alexandru cel Bun nr. 5, punct Episcopie             | sec. XVII - XVIII               |            | 46°56′00″N 26°55′00″E / 46.93333°N 26.91667°E   | Încărcați imagine | Raportați eroare |
| 120879.02.04 (Cod LMI: NT-II-a-A-10652)    | Catedrala episcopală de la Roman / ansamblu anonim (Categorie: structură de cult/religioasă) (Tip: biserică)                                                                 | municipiul Roman              | str. Alexandru cel Bun nr. 5, punct Episcopie             |                                 |            | 46°56′00″N 26°55′00″E / 46.93333°N 26.91667°E   | Încărcați imagine | Raportați eroare |
| 123923.02.01                               | Situl arheologic de la Răucești - "Trofinești" / ansamblu anonim (Categorie: locuire civilă) (Tip: Așezare)                                                                  | sat Răucești, comuna Răucești | Trofinești                                                | carpică sec. II - III p.Chr.    |            |                                                 | Încărcați imagine | Raportați eroare |
| 123923.02.02                               | Situl arheologic de la Răucești - "Trofinești" / ansamblu anonim (Categorie: locuire civilă) (Tip: Locuire)                                                                  | sat Răucești, comuna Răucești | Trofinești                                                | Noua                            |            |                                                 | Încărcați imagine | Raportați eroare |
| 120879.08.01 (Cod LMI: NT-II-m-B-10694)    | Biblioteca municipală "George Radu Melidon" (Casa Ioachim) / ansamblu Casa Ioachim - Biblioteca municipală "George Radu Melidon" (Categorie: locuire) (Tip: casă boierească) | municipiul Roman              | str. Nicolae Titulescu nr. 5, punct Biblioteca Municipală | 1864                            |            | 46°55′16″N 26°55′44″E / 46.921061°N 26.928842°E | Încărcați imagine | Raportați eroare |
| 120879.08.02 (Cod LMI: NT-II-m-B-10694)    | Biblioteca municipală "George Radu Melidon" (Casa Ioachim) / ansamblu Biserica "Sf. Paraschiva" (Categorie: locuire) (Tip: Biserică)                                         | municipiul Roman              | str. Nicolae Titulescu nr. 5, punct Biblioteca Municipală | 1542 - 1550, transf. sec. XVII, |            | 46°55′16″N 26°55′44″E / 46.921061°N 26.928842°E | Încărcați imagine | Raportați eroare |
| 120879.08.03 (Cod LMI: NT-II-m-B-10694)    | Biblioteca municipală "George Radu Melidon" (Casa Ioachim) / ansamblu Construcții incintă (Categorie: locuire) (Tip: Ansamblu clădiri)                                       | municipiul Roman              | str. Nicolae Titulescu nr. 5, punct Biblioteca Municipală | 1542 - 1550, transf. sec. XVII, |            | 46°55′16″N 26°55′44″E / 46.921061°N 26.928842°E | Încărcați imagine | Raportați eroare |
| 120879.08 (Cod LMI: NT-II-m-B-10694)       | Biblioteca municipală "George Radu Melidon" (Casa Ioachim) / ansamblu anonim (Categorie: locuire)                                                                            | municipiul Roman              | str. Nicolae Titulescu nr. 5, punct Biblioteca Municipală |                                 |            | 46°55′16″N 26°55′44″E / 46.921061°N 26.928842°E | Încărcați imagine | Raportați eroare |
| 120879.08 (Cod LMI: NT-II-m-B-10694)       | Biblioteca municipală "George Radu Melidon" (Casa Ioachim) / ansamblu anonim (Categorie: locuire)                                                                            | municipiul Roman              | str. Nicolae Titulescu nr. 5, punct Biblioteca Municipală |                                 |            | 46°55′16″N 26°55′44″E / 46.921061°N 26.928842°E | Încărcați imagine | Raportați eroare |
| 120879.07.01                               | Biserica "Sf. Nicolae" de la Roman / ansamblu Biserica "Sf. Nicolae" (Categorie: structură de cult/religioasă) (Tip: Biserică)                                               | municipiul Roman              | str. Coșbuc George 5                                      | 1747                            |            |                                                 | Încărcați imagine | Raportați eroare |
| 120879.07.02                               | Biserica "Sf. Nicolae" de la Roman / ansamblu anonim (Categorie: structură de cult/religioasă) (Tip: Turn clopotniță)                                                        | municipiul Roman              | str. Coșbuc George 5                                      | 1810                            |            |                                                 | Încărcați imagine | Raportați eroare |
| 120879.06.01 (Cod LMI: NT-II-m-A-10666)    | Biserica "Adormirea Maicii Domnului" de la Roman / ansamblu Biserica "Adormirea Maicii Domnului" (Categorie: structură de cult/religioasă) (Tip: Biserică)                   | municipiul Roman              | str. Micle Veronica 13                                    | 1609                            |            | 46°55′24″N 26°55′40″E / 46.9234°N 26.9278°E     | Încărcați imagine | Raportați eroare |
| 124126.01 (Cod LMI: NT-II-m-B-10695)       | Beciurile Hanului Roznovanu de la Roznov / ansamblu anonim (Categorie: construcție)                                                                                          | oraș Roznov                   |                                                           |                                 |            |                                                 | Încărcați imagine | Raportați eroare |
| 124126.01.01 (Cod LMI: NT-II-m-B-10695)    | Beciurile Hanului Roznovanu de la Roznov / ansamblu anonim (Categorie: construcție) (Tip: Beci)                                                                              | oraș Roznov                   |                                                           | sec. XVII                       |            |                                                 | Încărcați imagine | Raportați eroare |
| 122533.01.01                               | Situl arheologic de la Roșiori - La Humărie / ansamblu anonim (Categorie: locuire civilă) (Tip: Așezare deschisă)                                                            | sat Roșiori, comuna Dulcești  | La Humărie                                                | sec. II - III                   |            |                                                 | Încărcați imagine | Raportați eroare |
| 122533.01.02                               | Situl arheologic de la Roșiori - La Humărie / ansamblu anonim (Categorie: locuire civilă) (Tip: Așezare deschisă)                                                            | sat Roșiori, comuna Dulcești  | La Humărie                                                | sec. VI - VII                   |            |                                                 | Încărcați imagine | Raportați eroare |
| 120879.04.01 (Cod LMI: NT-II-m-A-10652.02) | Casa Veniamin Costachi din Roman / ansamblu Casa Veniamin Costachi (Categorie: construcție) (Tip: Casă)                                                                      | municipiul Roman              | Str. Alexandru cel Bun nr. 5, punct Episcopie             | sec. XVIII                      |            |                                                 | Încărcați imagine | Raportați eroare |
| 120879.04.02 (Cod LMI: NT-II-m-A-10652.02) | Casa Veniamin Costachi din Roman / ansamblu anonim (Categorie: construcție) (Tip: Așezare)                                                                                   | municipiul Roman              | Str. Alexandru cel Bun nr. 5, punct Episcopie             | sec. XV - XVI                   |            |                                                 | Încărcați imagine | Raportați eroare |
| 120879.04.03 (Cod LMI: NT-II-m-A-10652.02) | Casa Veniamin Costachi din Roman / ansamblu anonim (Categorie: construcție) (Tip: Așezare)                                                                                   | municipiul Roman              | Str. Alexandru cel Bun nr. 5, punct Episcopie             | sec. XVII                       |            |                                                 | Încărcați imagine | Raportați eroare |
| 121778.01                                  | Descoperire întâmplătoare pe raza satului Ruseni (Categorie: neprecizată) (Tip: neprecizat)                                                                                  | sat Ruseni, comuna Borlești   |                                                           |                                 |            |                                                 | Încărcați imagine | Raportați eroare |
| 123923.01.01 (Cod LMI: NT-I-s-B-10531)     | Situl arheologic de la Răucești - "Dealul Munteni" / ansamblu anonim (Categorie: locuire civilă) (Tip: Așezare)                                                              | sat Răucești, comuna Răucești | Dealul Munteni                                            | Cucuteni - A                    |            | 47°15′00″N 26°22′00″E / 47.25°N 26.36667°E      | Încărcați imagine | Raportați eroare |
| 123923.01.02 (Cod LMI: NT-I-s-B-10531)     | Situl arheologic de la Răucești - "Dealul Munteni" / ansamblu anonim (Categorie: locuire civilă) (Tip: Așezare)                                                              | sat Răucești, comuna Răucești | Dealul Munteni                                            | Cucuteni - AB                   |            | 47°15′00″N 26°22′00″E / 47.25°N 26.36667°E      | Încărcați imagine | Raportați eroare |
| 123923.01.03 (Cod LMI: NT-I-s-B-10531)     | Situl arheologic de la Răucești - "Dealul Munteni" / ansamblu anonim (Categorie: locuire civilă) (Tip: Așezare)                                                              | sat Răucești, comuna Răucești | Dealul Munteni                                            | Cucuteni - B                    |            | 47°15′00″N 26°22′00″E / 47.25°N 26.36667°E      | Încărcați imagine | Raportați eroare |
| 121448.01.01 (Cod LMI: NT-I-m-B-10532.04)  | Situl arheologic de la Rediu - "La Cetate" / ansamblu anonim (Categorie: locuire civilă) (Tip: Așezare)                                                                      | sat Rediu, comuna Bira        | La Cetate                                                 | Cucuteni                        |            | 47°02′00″N 27°01′00″E / 47.03333°N 27.01667°E   | Încărcați imagine | Raportați eroare |
| 121448.01.02 (Cod LMI: NT-I-m-B-10532.03)  | Situl arheologic de la Rediu - "La Cetate" / ansamblu anonim (Categorie: locuire civilă) (Tip: Așezare)                                                                      | sat Rediu, comuna Bira        | La Cetate                                                 |                                 |            | 47°02′00″N 27°01′00″E / 47.03333°N 27.01667°E   | Încărcați imagine | Raportați eroare |
| 121448.01.03 (Cod LMI: NT-I-m-B-10532.02)  | Situl arheologic de la Rediu - "La Cetate" / ansamblu anonim (Categorie: locuire civilă) (Tip: Așezare)                                                                      | sat Rediu, comuna Bira        | La Cetate                                                 | sec. IV                         |            | 47°02′00″N 27°01′00″E / 47.03333°N 27.01667°E   | Încărcați imagine | Raportați eroare |
| 121448.01.04 (Cod LMI: NT-I-m-B-10532.01)  | Situl arheologic de la Rediu - "La Cetate" / ansamblu anonim (Categorie: locuire civilă) (Tip: Cetate de pământ)                                                             | sat Rediu, comuna Bira        | La Cetate                                                 | sec. XVIII                      |            | 47°02′00″N 27°01′00″E / 47.03333°N 27.01667°E   | Încărcați imagine | Raportați eroare |
| 123077.01.01 (Cod LMI: NT-I-s-B-10533)     | Așezarea Latene târziu de la Rocna - "Dealul Morii" / ansamblu anonim (Categorie: locuire civilă) (Tip: Așezare)                                                             | sat Rocna, comuna Icușești    | Dealul Morii                                              | geto-dacică sec. II - III       |            | 46°46′00″N 26°58′00″E / 46.76667°N 26.96667°E   | Încărcați imagine | Raportați eroare |
| 120879.01.01 (Cod LMI: NT-I-s-A-10534)     | Cetatea Mușatină a Romanului - Punct "Parcul Zoologic" / ansamblu Cetatea Mușatină a Romanului (Categorie: locuire civilă) (Tip: Cetate de pământ)                           | municipiul Roman              | str. Alexandru cel Bun, nr. 5, punct Parcul Zoologic      | 1392 - înc. sec. XV             |            | 46°56′00″N 26°55′00″E / 46.93333°N 26.91667°E   | Încărcați imagine | Raportați eroare |